# Refrain (Lc5の曲)
「refrain」（リフレイン）は、Lc5の3枚目のシングル。2011年3月16日にソニー・ミュージックレコーズから発売された。

## 概要
- 初回生産限定盤（A、B）、Lc盤の3タイプで販売された。

## 収録曲
1. refrain
作詞：miku、作曲：夢時
2. 遠いキミに恋してる
作詞：miku、作曲：夢時
  - 遠距離恋愛がテーマの曲。
3. Naked （Lc盤のみ収録）
作詞：夢時、作曲：夢時

### DVD
- 初回生産限定盤A Documentary #3
- 初回生産限定盤B 「STORY」 Video Clip メイキング